# 各務鎌吉
各務 鎌吉（かがみ けんきち、1869年2月3日（明治元年12月22日） - 1939年（昭和14年）5月27日）は、明治から昭和にかけての日本の実業家。三菱財閥系の東京海上火災保険などの社長・会長をはじめ、三菱財閥の要職を務めて三井財閥の池田成彬とともに内外より重んじられ貴族院議員を務めた。その業績は、「損害保険業界の父」といわれ、国際的にも世界保険殿堂に日本人として初めて選出。大正8年（1919年）ICC（国際商業会議所）の設立メンバー（アトランティック通商会議日本国代表）。

## 来歴・人物
美濃国方県郡安食村（現在の岐阜県岐阜市）の農家の次男として生まれた。父省三は西南戦争勃発の1877年に駅逓寮(のちの郵便局)の下級官吏として勤務した関係で上京したが、鎌吉が中学生のころに辞めて京橋で葉茶屋を始めた。
岐阜から芝の小学校へ転校し、兄の幸一郎とともに父の手助けに茶箱を担いで行商しながら、東京府立第一中学校（現東京都立日比谷高等学校）を経て、明治21年（1888年）に高等商業学校（現一橋大学）を首席で卒業。在学中は数学と英語が得意で、次席となった同郷の下野直太郎と首席の座を競った。その後、京都府立商業学校教師等を経て、明治24年（1891年）に東京海上保険株式会社に入社し、大正14年（1925年）から昭和14年（1939年）に逝去するまで会長を務めた。明治27年（1894年）、当時苦境にあった会社再建のヒントを求めて保険の先進国であるロンドンに渡り、保険業務の研究を行って再建案をまとめた。また積極的な海外進出や日本火災保険協会・日本海上保険協会・船舶保険協同会（現日本損害保険協会）などの結成に尽力する。私生活では藤岡正敏（元土佐藩士・土佐稲荷神社初代名代人）・佐幾（岩崎弥太郎の妹）夫妻の四女・繁尾と結婚し、三菱財閥の岩崎家と姻戚関係になった。
大正8年（1919年）には、アトランティック国際通商会議（ICC国際商業会議所の礎）に日本財界を代表して出席。
大正11年（1922年）明治火災保険会長、大正14年（1925年）三菱海上火災保険会長、東京海上火災保険会長。昭和2年（1927年）三菱信託を創設し初代会長となる。昭和4年（1929年）日本郵船社長、昭和10年（1935年）日本郵船会長、三菱社（三菱本社）取締役など三菱財閥系企業各社の要職も歴任。

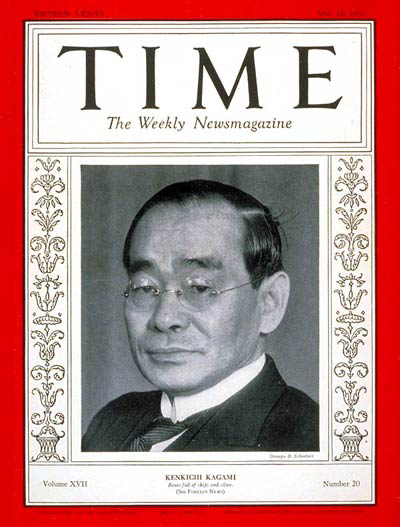
『TIME』誌1931年5月18日号の表紙

昭和5年（1930年）12月23日には貴族院勅選議員に勅任されて立憲民政党系の同和会に所属するが、当時民政党の井上準之助大蔵大臣が進めていた金解禁には反対の立場を取り、これを支持する三井の池田成彬と激しく対立した。後に内閣審議会委員や、昭和12年（1937年）には日本銀行参与・大蔵省顧問などを歴任して日本の経済財政政策に一家言を示し、三菱のみならず日本の財界を代表する立場になっていく。昭和14年（1939年）には日本全国の電力会社を統合する日本発送電株式会社の設立特別委員長として創設を成功させる。また、大蔵大臣に推挙されるも戦時内閣への協力を拒みそれを固辞した。また日本貿易立国の考えから鈴木商店の破綻後それをもととした日商（現双日）の設立に多大な援助をする。
各務の業績は、海外でも非常に高く評価され、日本人実業家としてはじめて米雑誌『TIME』の表紙を飾り（日本人としても昭和天皇と東郷平八郎に継ぎ3人目）、死亡した時は『London Times』など欧米の有力各紙がいずれも哀悼の意を表するとともに生前の彼の業績を讃えた。
没後、正五位を贈位される。また、彼の遺言をもとに、その莫大といわれた私財をもとに各務記念財団（東京海上各務記念財団）が設立され経済学および産業育成のため、現在でもそれらに貢献するものを援助している。また、遺言による寄付金で母校に東京商科大学東亜経済研究所（現一橋大学経済研究所）が設立された。墓所は多磨霊園。

## 系譜
兄は元明治生命監査役・日窒取締役の各務幸一郎（早稲田大学各務記念材料技術研究所を私財寄付により創設）。士族の娘を妻とし、豊川良平の息子（六男良幸）を養子にした。なお、良幸の長兄は豊川順彌で、次兄は豊川斉で元内閣総理大臣・伯爵斎藤実の養子となり嗣ぐ。
姉は漢詩人の大家森槐南の妻。
妻・繁尾の母・藤岡佐幾は岩崎弥次郎・美和夫妻の次女で三菱財閥の創業者・岩崎弥太郎の妹かつ三菱の2代目総帥・岩崎弥之助の姉にあたる。三菱の3代目総帥・岩崎久弥（弥太郎の長男）と三菱の4代目総帥・岩崎小弥太（弥之助の長男）は繁尾の従兄。東京海上火災保険会長や明治生命保険会長等を歴任した荘田平五郎は藤岡正敏・佐幾夫妻の長女・田鶴と結婚しており、鎌吉と同じく貴族院議員を務めた志村源太郎は藤岡正敏・佐幾夫妻の三女・直子と結婚しているためともに鎌吉の義兄にあたる。
荘田平五郎・田鶴夫妻の五男で鎌吉からみると妻の甥にあたる孝平（元三菱重工取締役）を養嗣子とする。妻は西野恵之助（帝国劇場創創立者メンバー・元専務・日本航空輸送社長）の三女で、長女は吉沢建治（元東京三菱銀行副会長、東京倶楽部理事長）に嫁し、建治の父は吉沢清次郎（元外務事務次官）で姉は芦田冨（元首相芦田均の次男）に嫁している。次女陽子は村上義一（元運輸大臣）の二男祐一に嫁す。鎌吉の死後、繁尾により孝平は廃嫡されるが、各務姓はそのまま使うこととなった。
鎌吉の長女光子は沢田退蔵（元富士紡績専務）に嫁す。退蔵の兄は外交官沢田節蔵（元東京外語大学長）・沢田廉三（元外務事務次官・国連大使）で、廉三の妻は沢田美喜（エリザベス・サンダースホーム創設者、各務鎌吉の妻繁尾の従兄で三菱財閥3代目総帥岩崎久弥男爵の長女）。鎌吉が亡くなった後、妻繁尾が、沢田退蔵と光子の次男で鎌吉からみると孫にあたる各務謙蔵を養嗣子とする。

## 交友
若い頃は悪友の犬塚信太郎や益田英作らとともに東京やロンドンで女遊びに興じたこともあったが、34歳で13歳年下の色白で美人の妻と結婚したのちは落ち着き、そのようなこともなくなったという。

## 関連書籍
- 『東京海上　ロンドン支店』（新潮社、小島直記）
- 『財界人物我観』（ダイヤモンド社、福沢桃介）
- 『各務鎌吉伝』（東洋書館、岩井良太郎）
- 『各務鎌吉君を偲ぶ』（各務記念財団）